# 東京カテドラル聖マリア大聖堂録音盤
『東京カテドラル聖マリア大聖堂録音盤』は、森田童子の最初で最後のライブ・アルバム。1978年11月01日にポリドール（現：ユニバーサルミュージック合同会社）より発売された。

## 概要
- コピーは「新しい朝にぼくは何処で、そしてどんな想いで、この一枚のアルバムを聞くのだろうか…。」[1]
- 1978年7月29日、東京都文京区にあるカトリック関口教会の東京カテドラル聖マリア大聖堂にてライブ録音。
- 1980年にポリドールからワーナー・パイオニア（現ワーナーミュージック・ジャパン）に移籍した際、初期4作品がLP盤レコードで、ジャケットをモノクロ化及び一部を変更し、写真譜、語録などの特典付でワーナー・パイオニアから再発売された。
- 1988年に、このアルバムを含む初期4作品がCD化され再発売された。ジャケット及びブックレットは、1980年再発LP盤が基盤になっている。
- 1993年にテレビドラマ『高校教師』がヒットした際、このアルバムを含むアルバム7作が、1988年盤から、ジャケット及びブックレットをリニューアルし（オリジナル・レコード盤のジャケットを再現せず、再トリミング、加工、差し替えなどが施されている）、ワーナーミュージック・ジャパンからCDで再発売された。1988年盤ではジャケットがモノクロ仕様だったが、オリジナル盤（ポリドール盤）に近いカラー仕様に変更になっている。
- 2016年7月に本作を含むオリジナル・アルバム7作、ベスト・アルバム2作（内1作初CD化）の計9タイトルが、小澤賢太郎（音楽出版ジュンアンドケイ）の企画・監修で、ユニバーサルミュージック／USMジャパンより、オリジナル・マスター・テープからデジタル・リマスタリングされた音源／SHM-CD仕様で復刻再発売された。ジャケットは一部を除いて、オリジナル・レコード盤の仕様、歌詞カードのデザインは1993年CD盤の仕様を基盤に構成された（軌跡とディスコグラフィは割愛されている）。この作品では23年ぶりの再発売となり、オリジナル・レコードのジャケットから復元している[2]。また9作全てがオリコンにチャート・インした。

## 収録曲

### LP
| 全作詞・作曲・編曲: 森田童子。 |                                      |          |            |      |
| #                              | タイトル                             | 作詞     | 作曲・編曲 | 時間 |
| 1.                             | 「地平線」                           | 森田童子 | 森田童子   | 7:54 |
| 2.                             | 「逆光線」                           | 森田童子 | 森田童子   | 4:26 |
| 3.                             | 「君は変わっちゃったネ」             | 森田童子 | 森田童子   | 3:27 |
| 4.                             | 「雨のクロール」                     | 森田童子 | 森田童子   | 2:22 |
| 5.                             | 「ぼくと観光バスに乗ってみませんか」 | 森田童子 | 森田童子   | 3:49 |
| 合計時間:                      | 合計時間:                            | 21:58    |            |      |

| 全作詞・作曲・編曲: 森田童子。 |                                                   |          |            |      |
| #                              | タイトル                                          | 作詞     | 作曲・編曲 | 時間 |
| 1.                             | 「友よ泣かないのか」(※オリジナルアルバム未収録)   | 森田童子 | 森田童子   | 6:06 |
| 2.                             | 「海を見たいと思った」                            | 森田童子 | 森田童子   | 4:58 |
| 3.                             | 「センチメンタル通り」                            | 森田童子 | 森田童子   | 5:39 |
| 4.                             | 「さよならぼくのともだち」                        | 森田童子 | 森田童子   | 5:44 |
| 5.                             | 「風さわぐ原地の中に」(※オリジナルアルバム未収録) | 森田童子 | 森田童子   | 5:33 |
| 合計時間:                      | 合計時間:                                         | 28:00    |            |      |

### CD
| 全作詞・作曲・編曲: 森田童子。 |                                                   |          |            |      |
| #                              | タイトル                                          | 作詞     | 作曲・編曲 | 時間 |
| 1.                             | 「地平線」                                        | 森田童子 | 森田童子   | 7:54 |
| 2.                             | 「逆光線」                                        | 森田童子 | 森田童子   | 4:26 |
| 3.                             | 「君は変わっちゃったネ」                          | 森田童子 | 森田童子   | 3:27 |
| 4.                             | 「雨のクロール」                                  | 森田童子 | 森田童子   | 2:22 |
| 5.                             | 「ぼくと観光バスに乗ってみませんか」              | 森田童子 | 森田童子   | 3:49 |
| 6.                             | 「友よ泣かないのか」(※オリジナルアルバム未収録)   | 森田童子 | 森田童子   | 6:06 |
| 7.                             | 「海を見たいと思った」                            | 森田童子 | 森田童子   | 4:58 |
| 8.                             | 「センチメンタル通り」                            | 森田童子 | 森田童子   | 5:39 |
| 9.                             | 「さよならぼくのともだち」                        | 森田童子 | 森田童子   | 5:44 |
| 10.                            | 「風さわぐ原地の中に」(※オリジナルアルバム未収録) | 森田童子 | 森田童子   | 5:33 |
| 合計時間:                      | 合計時間:                                         | 49:58    |            |      |

## クレジット
- 合唱（日唱）：日本合唱協会
- 弦楽四重奏：武蔵野音楽大学

近藤淑子／江口恵子／野部徳子／山本繁一
- ピアノ：宮浦あきひろ
- シンセサイザー：能祖慎二
- アコースティック・ギター：小山田朗典、佐久間順平
- 打楽器：篠原仁志
- 製作：早稲田大学音楽プロデュース研究会
- ステージ総合監督：早稲田大学音楽プロデュース研究会　幹事長　島村満博
- 協力：青い旗の会
- ライヴ・サウンド・エンジニア：宮沢健一（ビバーチェ）
- 録音総指揮：北島保則
- 総合プロデューサー：三坂洋
- コーディネイト：藤山崇（J＆K音楽出版）
- 手話解説：ボランティア横須賀ひまわり会
- 照明設計：鵜飼守（S.L.S.）
- アナウンス：金子仁美
- イラストレーション：滝野晴夫
- A.D.＆デザイン：清水雅裕（P.C.C）

## 発売形態
| 形態   | 発売日         | 品番      | 発売元                                | 備考                                     |
| ------ | -------------- | --------- | ------------------------------------- | ---------------------------------------- |
| LP     | 1978年11月01日 | MR-3145   | ポリドール                            | オリジナル発売。                         |
| LP     | 1980年04月25日 | L-6304A   | ワーナー・パイオニア                  | 【LP再発】モノクロ・ジャケット。         |
| CT     | 1978年11月01日 | CRF-5071  | ポリドール                            |                                          |
| CT     | 1980年04月25日 | LKF-1005  | ワーナー・パイオニア                  | 【CT再発】モノクロ・ジャケット。         |
| CD     | 1988年03月25日 | 25XL-267  | ワーナー・パイオニア                  | 【初CD化】モノクロ・ジャケット。         |
| CD     | 1993年04月10日 | WPCL-749  | ワーナーミュージック・ジャパン        | 【CD再発】                               |
| SHM-CD | 2016年07月20日 | UPCY-7157 | ユニバーサルミュージック／USMジャパン | 【CD再発】2016年デジタルリマスタリング。 |